# Проспект Украинских Героев (Одесса)
Проспект Украинских Героев — улица в Одессе, в историческом районе города, от улицы Бунина до Пантелеймоновской улицы, прерывается Старобазарным сквером.

## История
Был спроектирован ещё на плане Франца де Воллана под названием Большой проспект по образцу парижских Елисейских полей. Указан на картах города 1809 и 1812 годов. По тем временам проспект был действительно большим — его ширина достигает 80 метров. Имел торговый характер — здесь располагались торговые ряды: Авчинниковский, Немецкий, Караимский, Еврейский и другие.
В 1825 году после смерти российского императора Александра I проспект был переименован в Александровский в честь императора.
Проспект соединял между собой главные рыночные площади города — Греческую и Старобазарную, а также рынок Привоз. Позже, в 1830-х годах, проспект было задумано продолжить улицей Гаванной, соединив порт с Привозом. Этот план был изменён архитектором Георгием Торичелли, который возвёл на улице Дерибасовской, на пересечении с Гаванной у Греческой площади, так называемый Дом Торичелли (ныне — Дом книги). По его примеру Алексей Маюров возвёл на Греческой площади свой Круглый дом (теперь — Галерея «Афина»), а Иоганн Ансельм — в начале современного Александровского проспекта — Дом Ансельма (не сохранился, на его месте — ресторан Киев). Таким образом, Александровский проспект был отделен от Греческой площади.
При советской власти проспект менял своё название несколько раз. 11 мая 1927 проспект получил имя Петра Шмидта и под этим названием существовал до начала Великой Отечественной войны.
Во время оккупации проспекту вернули название Александровский проспект. После взрыва немецкой комендатуры на Маразлиевской улице проспект превратился в гигантскую виселицу. Между деревьями были переброшены доски, на которых вешали обвиняемых в подрыве людей (преимущественно заложников).
После освобождения Одессы советскими войсками проспект сначала вернул своё прежнее название — проспект Шмидта (16 апреля 1944), но впоследствии, 18 мая 1944 года, был назван в честь Сталина. После развенчания культа личности Сталина название проспекта сменили на проспект Мира (9 ноября 1961).
20 марта 1995, после обретения независимости Украиной, улице было возвращено историческое название — Александровский проспект.
3 мая 2023 года, после консультаций с общественностью посредством электронного опроса, решением Одесского городского совета улица переименована в проспект Украинских Героев.

## Известные жители
- д. 19 / 21 — врач-офтальмолог Семён Фёдорович Кальфа (1892—1979)[1].

## Памятники
- Памятник одесситам-чернобыльцам (пересечение с ул. Малой Арнаутской)
- Памятник атаману Головатому (в Старобазарном сквере)
- Памятник Ивану Франко (пересечение с ул. Успенской)
- Мемориал «Защитникам правопорядка» (между улицами Еврейской и Жуковского)
- Памятник Адаму Мицкевичу (пересечение с ул. Бунина)